# 連隊

NATO軍の歩兵連隊を表す兵科記号

連隊（れんたい、聯隊（旧字体：聯隊󠄁）、仏: Régiment、英: regiment）は、近世以降の陸軍の部隊編制単位のひとつである。一般に、師団または旅団の下の単位で、数個の大隊または中隊によって構成される。

## 概要
16世紀のヨーロッパで登場した制度であり、近世には、常設されている最大の単位部隊として人員の募集や装備の支給などの行政管理の基本単位となった。このような歴史的経緯もあって、多くの国の陸軍で、連隊は部隊の伝統を維持する単位となっており、歴史的な部隊名を継承していたり、由緒ある連隊旗を受け継いでいたりする。連隊長としては伝統的に大佐が充てられてきたが、連隊制度の発展の過程で、大佐は行政管理に専念し（連隊所有者・名誉連隊長）、別に任命された中佐が戦場での指揮官となることもあった。連隊に属する将校は同じ将校団に属し、家族的な団結心で結ばれることを理想としていた。
このように主な管理単位であることもあって、ジュネーヴ諸条約第3条約第17条において、所属人員に対し「連隊の番号」等が記載された身分証明書を発給し、捕虜となり尋問を受けた際も氏名や「連隊の番号」等は答えることとされている
。
上述のように、連隊は伝統的単位や行政管理の基本単位であるため、予算・管理・技術・作戦上等の理由により、部隊規模や階梯の位置付けが変更されても、連隊の称号を維持する場合がある。そのため、国・時代・兵科により、連隊の名称を有していても規模や階梯の位置付けがかなり異なる。以下に例を示すが、上級部隊及び構成部隊が異なっている。
- 日本陸軍第1師団
（1888年）

- 第1師団
  - 歩兵第1旅団
    - 歩兵第1連隊
      - 各　大隊

    - 歩兵第15連隊
      - 各　大隊

  - 歩兵第2旅団
    - 歩兵第2連隊
      - 各　大隊

    - 歩兵第3連隊
      - 各　大隊

  - 他

- 陸上自衛隊第1師団
（2023年）

- 第1師団
  - 第1普通科連隊
    - 各　中隊

  - 第32普通科連隊
    - 各　中隊

  - 第34普通科連隊
    - 各　中隊

  - 他

## 歴史

### テルシオの登場と連隊への発展
歩兵連隊の起源は、イタリア戦争中にスペイン王国のゴンサロ・フェルナンデス・デ・コルドバ将軍によって創案されたテルシオ（tercio）に遡る。これはマスケット銃兵とパイク兵の混成部隊であり、それぞれの弱点を補うように運用することで、ヨーロッパ最強の野戦軍としての評価を獲得した。16世紀初期の30年間、スペイン軍は数個のコラネラス（columelus）から成る総兵力3,000名以上、歩兵主体の大単位部隊としてテルシオを発展させた。このコラネラスは銃兵やパイク兵などを混成した兵力1,000－1,250名程度の部隊で、武器と戦術運用を体系的に総合した点において近代西欧に出現した最初の合理的戦術単位部隊であり、歩兵大隊の起源となった。またテルシオを構成するコラネラスの数は最終的に3個となり、近代軍隊として初の3単位制ともなった。
イタリア戦争でテルシオの猛威を痛感したフランス王国は、まもなく16世紀中葉ごろにテルシオの概念を導入した。ただし名称は「テルシオ」ではなく、当初は「軍団」（legion）、そして後に「連隊」（regiment）と称された。
初期の連隊の実態は連隊所有者たる大佐によって経営される私的企業体であり、雇用主に必要がなくなる、あるいは大佐が事業から撤退しようとする場合、連隊が解散されることも珍しくなかった。ただし雇い主たる君主の立場からすると、連隊が解散するとこれにかわる新しい連隊の立ち上げが必要になるという問題があり、後には、大佐が事業から撤退する場合には他の大佐にこれを引き継がせるようになっていった。

### グスタフ2世アドルフの改革
17世紀、スウェーデン王グスタフ2世アドルフは多くの軍事的改革を行ったが、その一つが小単位部隊編制の合理的・合目的的整備であり、この際にも連隊が基本構成単位とされた。グスタフ2世アドルフの統治下で、平時の行政単位としての地域連隊（Landsregiment）は3つの野戦連隊（Fältregiment）から構成されるようになり、1620年代後半より戦争が常態化すると野戦連隊の機能充実が図られて、1630年頃には地域連隊は廃止され、野戦連隊を発展させた地方連隊（Landskapsregiment）が設置されるようになった。連隊においては1,200名の人員を8個中隊に編成するのが定数であり、またこの連隊・中隊を基盤として、実際の戦場においては戦列歩兵として運用するため、マスケット銃兵やパイク兵などの兵科ごとの戦隊と、これらを編合した旅団が組織されるのが常であった。
三十年戦争でのスウェーデンの同盟国フランスを始めとする欧州各国は、軍事革命を背景としてグスタフ2世アドルフの編制・戦術を競って採用し、17世紀半ば以降、すべての国において、一定数の連隊を保有する傾向が顕著となっていった。また私的企業体としての連隊から軍隊の恒久的組織体としての連隊への移行も進み、18世紀初頭には、ほとんど全ての国の軍隊で、後者のほうが前者よりも多くなっていた。私的企業体としての連隊は、それを指揮する大佐の名を冠して呼ばれることが多かったのに対し、グスタフ2世アドルフは連隊旗の色を冠して呼ぶようにした。指揮官は依然として大佐であったが、独立した企業家ではなく、王直々の任命を受けて公共財としての連隊を管理する高級官僚としての性格が強くなっていた。
このような制度は連隊専属管理制度（仏: Regimentaire Propre Systeme）として、各国で全般的に普及していった。連隊長（大佐）は行政上の管理と作戦時指揮をともに統轄して、政府から一括して支給される給与を各人に支給するとともに、人員の募集や装備の支給、訓練や組織管理などを担った。連隊長は終身であったが、その地位とともに連隊の専属管理権を売却して引退する売官制度も併存した。連隊長の行政上の管理権は中隊長（大尉）によって分担され、直接の募兵官として行動したほか、被服・武装にも責任を負うなど、連隊長に準ずる中隊の専属管理者としての性格を有していた。

### 連隊の近代化と旅団・師団の登場
フランスにおいて、連隊は長く軍隊の最大常置単位部隊となったほか、単なる野戦部隊に留まらず、常設の地方的編制部隊として、17－18世紀には募兵・軍制・作戦組織としての地方別連隊の創設に繋がっていった。またその下位部隊としての大隊・中隊の編制も安定恒久化した。
大佐個人による連隊の編成権や経理の自主的運営は数世紀に及ぶ慣習・特権であり、このように連隊が軍隊の恒久的単位となった時代にも容易には撤廃されなかった。ただし連隊長・中隊長が所有権を行使することで装備更新が滞るなど、弊害も少なくなかった。兵員数を水増ししてその分の給与を連隊長が副収入とすることもしばしばで、1個中隊が15－20名にまで減ることもあったとされる。このような非実在人員には、脱走兵や病欠者が出た場合に臨時に募兵するための空き枠という意味合いもあり、パスヴォラン（passe-volant）と称された。
このためもあって、ルイ14世統治下のフランスでは国家的統制が強化され、連隊長の責任は募兵と訓練のみとなり、戦場での指揮は王が任命した中佐（lieutenant-colonel）、また装備・物資の補給・調達は軍隊を管理する文官官僚群によって執行されるようになって、1670年頃には組織的規律ある軍隊として面目を一新した。このように国家的統制が強化されるとともに、大佐より下級の将校も大佐の私的任用による代理人や補佐役ではなく、直接的に王権によって保証された地位身分となっていき、フランスでは、1660年頃に陸軍卿であったルーヴォワ侯によって法制化された。更に連隊近代化が進むと、1762年のショワズール陸軍卿の政令によって、連隊専属管理制度は廃止された。
17世紀後期には連隊長（大佐）の上位の階級として軍司令官（armee commandant）が常設されたが、その次級者たる中将（lieutenant général）や次級者たる少将（sergent major general）は戦役ごとに連隊長（大佐）のうちから選任され、戦役終了時に軍が解体されるとともに本来の連隊長職に復帰することになっていた。しかし17世紀中葉ごろより連隊よりも大規模な単位部隊として旅団が登場したのち、1788年には、フランスにおいて、歩兵・騎兵連隊2個をもってそれぞれ歩兵旅団・騎兵旅団を構成し、更に歩兵旅団・騎兵旅団各1個をもって師団とする編制が定められた。

## 各国の連隊

### イギリス陸軍
イギリス陸軍では、伝統的に連隊は募兵・訓練などを担う管理組織としての性格が強く、平時には1個大隊の連隊以上の組織は存在しなかった。1870年代、カードウェル陸軍大臣のもとで行われた再編 (Cardwell Reforms) において連隊は整理され、基本的には2－4個大隊編成として、少なくとも1個大隊を海外植民地等に派遣し、少なくとも1個大隊を本国において予備として、募兵・訓練を担わせるという形態が確立された。人員数は、海外派遣大隊は1,000名程度、本国大隊は500名以下であった。
カードウェルに続くヒュー・チルダース陸軍大臣も同様の方針で再編を進め (Childers Reforms) 、各連隊の正規軍大隊は基本的に2個に統一されるとともに、番号ではなく管轄地域などの名前で呼ばれるようになった。戦時にはこれらの連隊から派遣された大隊によって旅団を構成しており、野戦部隊としての編成では歩兵大隊の上に歩兵旅団が位置し、標準的な師団は3個歩兵旅団をもって編成されていた。この歩兵旅団は他国の4単位制師団で用いられていた旅団よりも小規模で、ほぼ他国の歩兵連隊に相当するものであった。
カードウェル、チルダース両陸相によって確立された連隊システムは、2度の世界大戦を経て、1960年代まで基本的に踏襲されていた。しかし1960年代後半から1970年代にかけてアフリカやスエズ以東 (East of Suez) からのイギリスの撤退が進むのに伴い、戦争省・国防省は連隊を整理することを決定し、いくつかの連隊については、統合再編によって3つ以上の大隊から構成される大型連隊 (Large regiment) に改編した。その後、更に軍縮を進めるにあたり、大型連隊はしばしば優先的に大隊数の削減対象となった。
なお、イギリスの連隊の伝統は服飾にも影響を与えており、ネクタイやタータンについては連隊ごとの柄が知られている。

### オーストラリア陸軍
オーストラリアには、常備軍にただ一つの行政歩兵連隊がある。それが王立オーストラリア連隊で、オーストラリア陸軍の7つの常備歩兵大隊すべてで構成されている。また、オーストラリア陸軍予備役には、各州に基づいた歩兵連隊があり、予備役歩兵大隊を管理している。

### アメリカ陸軍
アメリカ陸軍において、連隊は長く平時に維持されている最大規模の部隊単位であり、連隊よりも大規模な部隊が常設化されるのは戦間期のことであった。第二次世界大戦当時のアメリカ陸軍の歩兵連隊は、3個歩兵大隊に加えて対戦車砲中隊と火砲中隊から構成されており、大隊・中隊レベルにも豊富な支援火器を配備していたこととあわせて、もっとも戦術上の要求に近い編制と評された。
その後、1950年代のペントミック編制の導入に伴って、戦闘部隊としての連隊の編制は廃止されることになり、1957年には戦闘連隊システム (U.S. Army Combat Arms Regimental System) が採用された。これに伴い、装甲騎兵連隊を除いて連隊本部の所属人員はゼロ人となり、連隊の存在は、かつてそれらの連隊に所属していた大隊の名称として残るのみとなったが、連隊の伝統はこれらの大隊によって引き継がれた。また1983年には陸軍連隊システム (U.S. Army Regimental System) が導入されて、この手法が後方支援兵科にも敷衍された。

### アメリカ海兵隊
アメリカ海兵隊では、歩兵連隊と砲兵連隊を「海兵連隊(Marine Regiment)」と呼称してきた。第二次世界大戦の時点で、歩兵連隊としての海兵連隊は、3個歩兵大隊（海兵大隊）を基幹としている点では同時期の陸軍の歩兵連隊と同様だったが、対戦車砲中隊や火砲中隊は欠いていた。
冷戦期、陸軍では上記のように大規模な改編を行ったのに対し、海兵隊は海兵空地任務部隊（MAGTF）という柔軟性が高い任務部隊の制度を導入する一方、編制の面では、古典的な3単位制の師団－連隊－大隊－中隊－小隊の制度を踏襲し続けた。しかし米中間における軍事的衝突の潜在的可能性を考慮して、遠征前進基地作戦（EABO）に最適化した編制として、2023年より海兵連隊の一部を対象として、諸兵科連合化・スリム化した海兵沿岸連隊への改編に着手した。